# Alex Iwobi
Alexander Chuka Iwobi (Lagos, Nigeria, 3 de mayo de 1996), conocido como Alex Iwobi, es un futbolista nigeriano, juega como delantero y su equipo es el Fulham F. C. de la Premier League de Inglaterra.

## Trayectoria
Iwobi se unió al Arsenal, cuando iba a la primaria, y firmó un nuevo contrato a largo plazo en octubre de 2015.
El 27 de octubre de 2015, Iwobi hizo su debut oficial para el club, en la derrota por 3-0 ante el Sheffield Wednesday un partido válido por la Copa de la Liga. Hizo su debut en la Premier League el 31 de octubre de 2015 en la victoria por 3-0 ante el Swansea City, ingresando como suplente en el tiempo añadido por Mesut Özil.
Luego iniciaría de titular en 2 duelos por la FA Cup, en la 3.ª y 4.ª ronda, ante el Sunderland y Burnley respectivamente.

## Selección nacional
Después de jugar en las selecciones menores de Inglaterra, decidió aceptar la llamada de la selección absoluta de Nigeria, en la cual hizo su debut el 8 de octubre de 2015 en sustitución de Ahmed Musa en el minuto 57 del partido amistoso ganado por 2-0 ante la selección de Congo, en Bélgica.

### Participaciones con la selección nacional
| Competición                    | Categoría | Sede            | Resultado        | Partidos | Goles |
| ------------------------------ | --------- | --------------- | ---------------- | -------- | ----- |
| Copa Mundial FIFA 2018         | Absoluta  | Rusia           | Primera fase     | 3        | 0     |
| Copa Africana de Naciones 2019 | Absoluta  | Egipto          | Tercer puesto    | 7        | 1     |
| Copa Africana de Naciones 2021 | Absoluta  | Camerún         | Octavos de final | 4        | 0     |
| Copa Africana de Naciones 2023 | Absoluta  | Costa de Marfil | Subcampeón       | 7        | 0     |

## Estadísticas

### Clubes
Actualizado al último partido jugado el 25 de mayo de 2025.
| Club | Div.          | Temporada     | Liga(1) | Liga(1) | Liga(1) | Copas nacionales(2) | Copas nacionales(2) | Copas nacionales(2) | Torneos internacionales(3) | Torneos internacionales(3) | Torneos internacionales(3) | Total | Total | Total  | Media goleadora |
| Club | Div.          | Temporada     | Part.   | Goles   | Asist.  | Part.               | Goles               | Asist.              | Part.                      | Goles                      | Asist.                     | Part. | Goles | Asist. | Media goleadora |
| --- | ------------- | ------------- | ------- | ------- | ------- | ------------------- | ------------------- | ------------------- | -------------------------- | -------------------------- | -------------------------- | ----- | ----- | ------ | --------------- |
| Arsenal F. C. Inglaterra | 1.ª           | 2015-16       | 13      | 2       | 2       | 6                   | 0                   | 1                   | 2                          | 0                          | 0                          | 21    | 2     | 3      | 0.1             |
| Arsenal F. C. Inglaterra | 1.ª           | 2016-17       | 26      | 3       | 3       | 5                   | 0                   | 2                   | 7                          | 1                          | 1                          | 38    | 4     | 6      | 0.11            |
| Arsenal F. C. Inglaterra | 1.ª           | 2017-18       | 26      | 3       | 5       | 7                   | 0                   | 0                   | 6                          | 0                          | 2                          | 39    | 3     | 7      | 0.08            |
| Arsenal F. C. Inglaterra | 1.ª           | 2018-19       | 35      | 3       | 6       | 5                   | 1                   | 0                   | 11                         | 2                          | 2                          | 51    | 6     | 8      | 0.12            |
| Arsenal F. C. Inglaterra | Total club    | Total club    | 100     | 11      | 16      | 23                  | 1                   | 3                   | 26                         | 3                          | 5                          | 149   | 15    | 24     | 0.1             |
| Everton F. C. Inglaterra | 1.ª           | 2019-20       | 25      | 1       | 0       | 4                   | 1                   | 1                   | —                          | —                          | —                          | 29    | 2     | 1      | 0.07            |
| Everton F. C. Inglaterra | 1.ª           | 2020-21       | 30      | 1       | 2       | 6                   | 1                   | 1                   | —                          | —                          | —                          | 36    | 2     | 3      | 0.06            |
| Everton F. C. Inglaterra | 1.ª           | 2021-22       | 28      | 2       | 2       | 4                   | 1                   | 0                   | ―                          | ―                          | ―                          | 32    | 3     | 2      | 0.09            |
| Everton F. C. Inglaterra | 1.ª           | 2022-23       | 38      | 2       | 7       | 3                   | 0                   | 1                   | ―                          | ―                          | ―                          | 41    | 2     | 8      | 0.05            |
| Everton F. C. Inglaterra | 1.ª           | 2023-24       | 2       | 0       | 0       | 0                   | 0                   | 0                   | ―                          | ―                          | ―                          | 2     | 0     | 0      | 0               |
| Everton F. C. Inglaterra | Total club    | Total club    | 123     | 6       | 11      | 17                  | 3                   | 3                   | 0                          | 0                          | 0                          | 140   | 9     | 14     | 0.06            |
| Fulham F. C. Inglaterra | 1.ª           | 2023-24       | 30      | 5       | 2       | 3                   | 1                   | 0                   | ―                          | ―                          | ―                          | 33    | 6     | 2      | 0.18            |
| Fulham F. C. Inglaterra | 1.ª           | 2024-25       | 38      | 9       | 6       | 6                   | 0                   | 0                   | ―                          | ―                          | ―                          | 44    | 9     | 6      | 0.2             |
| Fulham F. C. Inglaterra | Total club    | Total club    | 68      | 14      | 8       | 9                   | 1                   | 0                   | 0                          | 0                          | 0                          | 77    | 15    | 8      | 0.19            |
| Total carrera | Total carrera | Total carrera | 291     | 31      | 35      | 49                  | 5                   | 6                   | 26                         | 3                          | 5                          | 366   | 39    | 46     | 0.11            |
| (1)Incluye datos de la Premier League. (2)Incluye datos de la Copa de la Liga de Inglaterra y FA Cup. (3)Incluye datos de la Liga de Campeones de la UEFA y Liga Europa de la UEFA. |               |               |         |         |         |                     |                     |                     |                            |                            |                            |       |       |        |                 |

## Palmarés

### Campeonatos nacionales
| Título           | Club          | País       | Año  |
| ---------------- | ------------- | ---------- | ---- |
| Community Shield | Arsenal F. C. | Inglaterra | 2015 |
| FA Cup           | Arsenal F. C. | Inglaterra | 2017 |
| Community Shield | Arsenal F. C. | Inglaterra | 2017 |

## Vida personal
Es sobrino del exfutbolista Augustine Okocha.